# 1996年美国网球公开赛
1996年美國網球公開賽是第115屆的美國網球公開賽，於1996年8月26日至9月9日在美國USTA比莉·瓊·金國家網球中心舉行。

## 冠军
单打列出冠亚军以及决赛比分，双打列出冠军组合。

### 男子单打
皮特·桑普拉斯（美國）6-1, 6-4, 7-63 張德培（美國）

### 女子单打
施特菲·葛拉芙（德國）7-5, 6-4 莫妮卡·莎莉絲（美國）

### 男子双打
托德·伍德布里奇（澳洲）/馬克·伍德福德（澳洲）

### 女子双打
吉吉·费尔南德斯（美國）/娜塔莎·茲韋列娃（白俄羅斯）

### 混合双打
麗莎·雷蒙德（美國）/帕特里克·加尔布雷思（美國）

## 外部連結
- 官方網站（页面存档备份，存于）

| 前任： 1995年美國網球公開賽     | 美國網球公開賽 | 繼任： 1997年美國網球公開賽 |
| 前任： 1996年温布尔登網球錦標賽 | 網球大滿貫     | 繼任： 1997年澳洲網球公開賽 |